# Broughton (Cumbria)
Koordinaten: 54° 40′ N, 3° 26′ W
Broughton ist eine Civil parish mit 1727 Einwohnern (2001) in Cumbria im Nordwesten Englands. Die Civil Parish besteht aus den Teilen Great Broughton und dem direkt angrenzenden Little Broughton sowie Broughton Cross, der ehemaligen Bahnstation der Cockermouth and Workington Railway. Great Broughton hatte zwischen 1879 und 1908 einen Bahnhof der Cleator and Workington Junction Railway. Bis 1992 bestand das Marinemunitionsdepot Broughton Moor, das bis zu seiner Schließung an den letzten noch betrieben Streckenabschnitt der Cleator and Workington Junction Railway angeschlossen war.